# Лина Хол
Лина Хол (Сан Франциско, 30. јануар 1980) америчка је певачица, глумица и текстописац, широј јавности позната по њеном раду на Бродвеју. Играла је у великом броју представа на Бродвеју укључујући Cats, 42nd Street, Dracula, the Musical and Tarzan, Musical и другим ван Бродвеја као што су Radiant Baby, Bedbugs!!!, Rooms: A Rock Romance, The Toxic Avenger, Prometheus Bound, Chix6 и представи How to Transcend a Happy Marriage.
Појавила се и у великом броју филмова и ТВ емисија, а позајмљивала је глас за многе анимиране филмове, укључујући Мој мали пони: Пријатељство је чаролија.
Лина је водећа вокалисткиња бенда The Deafening, а током музичке каријере објавила је четрнаест албума.

## Биографија
Рођена је 30. јануара 1980. године од оца Карлоса и мајке Маролин. Њен отац био је балетан и кореограф, а мајка балерина и јога учитељ. Са очеве стране, Лина има филипинско, шпанско и шведско порекло. Њен деда по оцу је дошао са Филипина у Сан Франциско, 1926. године, а баба по оцу је из Шведске. Ленина сестра Калипо је по струци фризерка.
Завршила је Уметничку средњу школу у Сан Франциску, где се бавила и плесом. Први велики наступ имала је у добу од седам година, када је певала за папу Јована Павла II у парку у Сан Франциску, пред више од 50.000 људи.

## Каријера
На Бродвеју је први пут наступала 1999. године у позоришној представи . Након тога имала је улогу у представи 42nd Street, а такође наступала у представи Annie Get Your Gun широм Сједињених Држава. Године 2013. појавила се у главној улози мјузикла Radiant Baby, а 2004. године у мјузиклу . Током 2006. године глумила је у мјузиклу Тарзан као Џејн Портер. Године 2008. појавила се у ријалити шоуу Legally Blonde: The Musical – The Search for Elle Woods и глумила у бродвејским мјузиклима Green Eyes и Bedbugs!!!. Године 2009. глумила је у улози Монике Милерс у мјузиклу Rooms: A Rock Romance, као и у улози Саре у мјузиклу . Током 2011. године глумила је у мјузиклу Prometheus Bound у позоришту у Масачусетсу и у улози Блез мјузикла Chix6. Током 2013. године имала је улогу у мјузиклу Kinky Boots који је освојио Тони награду за најбољи мјузикл.
Њен бенд The Deafening објавио је 2013. године албум под називом Central Booking. Током 2014. године глумила је у мјузиклу бродвејске продуцкије под називом Hedwig and the Angry Inch, а за ту улогу освојила је Тони награду за најбољег глумца у мјузиклу. Током 2016. године имала је националну турнеју на којој је глумила у улози Hedwig and the Angry Inch, премијерно 2. октобра 2016. године, у Лос Анђелесу, а потом и у Сан Франциску. У Сан Франциску и Лос Анђелесу играла је заједно са америчким глумцем Дареном Крисом.
Дана 28. септембра 2015. године објавила је први соло албум под називом Sin & Salvation: Live At the Carlyle, на којем су биле обраде Лед Зепелина, Тори Ејмоса, Хозијера и Џејмса Брауна. Албум је снимљен у Њујорку током шоуа Sin & Salvation који је организовала Лина, а трајао је 2 недеље.
Током рада на телевизији, Лина се појавила у девет епизода серије Сва моја деца у улози Трине, 2009. године, као Ђуси Луци у ТВ серији Образоване бунтовнице (2015), а позајмила је и глас у сто петнаестој епизоди канадско-америчке анимиране серије Мој мали пони: Пријатељство је чаролија. Године 2016. појавила се у улози јога инструкторке у серији Girls, коју је емитовао Ејч-Би-Оу. Појавила се у филмовима Секс и град (2008), Матуранти (2008), Born from the Foot (2009), The Big Gay Musical (2009) и филму Becks (2017).
Године 2017. имала је улогу Саре Рухл, у представи How to Transcend a Happy Marriage бродвејске продукције.